# A. C. Ewing
Alfred Cyril Ewing (11 de mayo de 1899 – 14 de mayo de 1973), usualmente citado como A. C. Ewing fue un filósofo británico y crítico cercano al idealismo.

## Biografía
Ewing estudió en la Universidad de Oxford, donde obtuvo el John Locke Lectureship y el Green Prize in Moral Philosophy. Enseñó durante cuatro años en Swansea/Gales, y se convirtió en profesor de ciencias morales en la Universidad de Cambridge en 1931, específicamente en el college Trinity Hall. Fue miembro honorario del Jesus College (también en Cambridge), y uno de los principales crítico de Wittgenstein. Fue gestor de la visita Karl Popper a Cambridge. Ewing asistió al Club de Ciencias Morales y estuvo presente en el infame incidente del atizador de fuego de Wittgeinstein (una acalorada discusión entre Popper y Wittgeinstein).
Ewing fue visto negativamente por algunos de sus alumnos, entre ellos Maurice Wiles. quien dijo respecto de sus clases que "sentías que estabas de vuelta en la escuela. Fue muy deprimente. Siempre tuvo una respuesta resuelta a todo". El profesor Michael Wolff lo llamó un "hombrecillo monótono". Georg Kreisel recuerda que Ewing llevaba botas pesadas por miedo a mojarse y lo describió como alguien que parecía "alguien que aun vivía con su madre", cosa que era cierta. Entre los años 60 dirigió la tesis de licenciatura de Sir Roger Scruton.
Ewing era una persona profundamente religiosa y seria. En una ocasión, Alfred Jules Ayer le preguntó qué era lo que más esperaba en el más allá, Ewing respondió que Dios le respondiera si había sintético a priori.

## Trabajo filosófico
Ewing creía que el estudio de la historia de la filosofía era importante para la práctica filosófica, y prestó especial atención a esto en sus estudios de Kant.
Fue un defensor de la metafísica tradicional (en oposición a la ética posmoderna) y desarrolló lo que se ha denominado un "idealismo analítico". Fue un pionero del siglo XX en la filosofía de la religión, uno de los principales analistas del concepto "bueno" y un destacado contribuyente a la teoría justificativa sobre el castigo.
Fue presidente de la Sociedad Aristotélica de 1941 a 1942, y fue nombrado miembro de la Academia Británica en 1941.
Wittgenstein y Ewing eran rivales, con Ewing afirmando que no entendía una palabra que Wittgeinstein dijo y Wittgenstein criticando durante una conferencia sobre solipsismo que "Hagamos la suposición puramente hipotética de que Ewing tiene una mente"

## Libros
- Value and Reality: The Philosophical Case for Theism (George Allen & Unwin, London 1973)
- Non-linguistic Philosophy (George Allen & Unwin, London 1968)
- Second Thoughts in Moral Philosophy (London 1959)
- The Idealist Tradition: From Berkeley to Blanshard (editor, London 1957)
- Ethics (London 1953, ten reimpressions)
- The Fundamental Questions of Philosophy (Routledge, London 1951)
- The Definition of Good (Routledge, London 1947)
- The Individual, the State, and World Government (Macmillan, New York 1947)
- Reason and Intuition (London 1941)
- A Short Commentary on Kant's "Critique of Pure Reason" (London 1938)
- Idealism: A Critical Survey (New York 1936)
- The Morality of Punishment (London 1929)
- Kant's Treatment of Causality (London 1924)